# Skulpturengarten Elmshorn
Koordinaten: 53° 45′ 10,7″ N, 9° 39′ 22,4″ O
Der Skulpturengarten Elmshorn ist eine öffentlich zugängliche Grünfläche in Elmshorn. Seit dem Jahr 2000 wurde begonnen, einen Grünstreifen zwischen der Krückau und einem Großparkplatz, dem dort sogenannten „Buttermarkt“ in der Innenstadt, mit Werken norddeutscher Künstler zu gestalten. Der Garten beginnt an der Brücke am Ende das Hafens in Elmshorn und endet an der nächsten Straßenbrücke. Dazwischen gibt es fünf Übergänge für Fußgänger, die über das Ausstellungsgelände führen. Eines der ersten Ausstellungsstücke, „Portato“ von Thomas Karp, wurde in das denkmalgeschützte „Torhaus“ auf dem Gelände verlegt. Im Sommer werden bei gutem Wetter Liegestühle aufgestellt, auch gibt es Open-Air-Kino-Vorstellungen.
| Bild           | Künstler             | Name               | Weblinks    |
| -------------- | -------------------- | ------------------ | ----------- |
|                | Thomas Karp          | Portato            |             |
| weitere Bilder | Manfred Sihle-Wissel | Mühlsteinbrunnen   | sh-kunst.de |
| weitere Bilder | Walter Arno          | Wächter            | sh-kunst.de |
| weitere Bilder | Ulrich Lindow        | Platonische Stelen | sh-kunst.de |
| weitere Bilder | Manfred Sihle-Wissel | Bewegte Figur      | sh-kunst.de |
| weitere Bilder | Zuzana Hlinakova     | Tor                | sh-kunst.de |
| weitere Bilder | Bernd Wilhelm Blank  | Brücken-Tor        | sh-kunst.de |
| weitere Bilder | Hans Martin Ruwoldt  | Tiger              | sh-kunst.de |
| weitere Bilder | Hans Martin Ruwoldt  | Liegender Panther  | sh-kunst.de |
| weitere Bilder | Karl-Heinz Boyke     | Contrapposto       | sh-kunst.de |
| weitere Bilder | Winni Schaak         | Architektur 1      | sh-kunst.de |
| weitere Bilder | Anke Bunt            | Fisch + Mann       | sh-kunst.de |

## In direkter Nachbarschaft
- Direkt an der Hafenbrücke am westlichen Anfang gibt es eine weitere Plastik, die verschiedene Fischarten im Tideberich der Kückau darstellt. In den offiziellen Beschreibungen wird sie allerdings nicht erwähnt. Erschaffen wurde sie von der regionalen Künstlerin Ruth Alice Kosnick.
- Am östlichen Ende gibt es an der Fassade der Volksbank Pinneberg-Elmshorn eine Skulptur von Wilhelm Petersen, die viele Jahre den „Flora-Brunnen“ am Bahnhof schmückte.

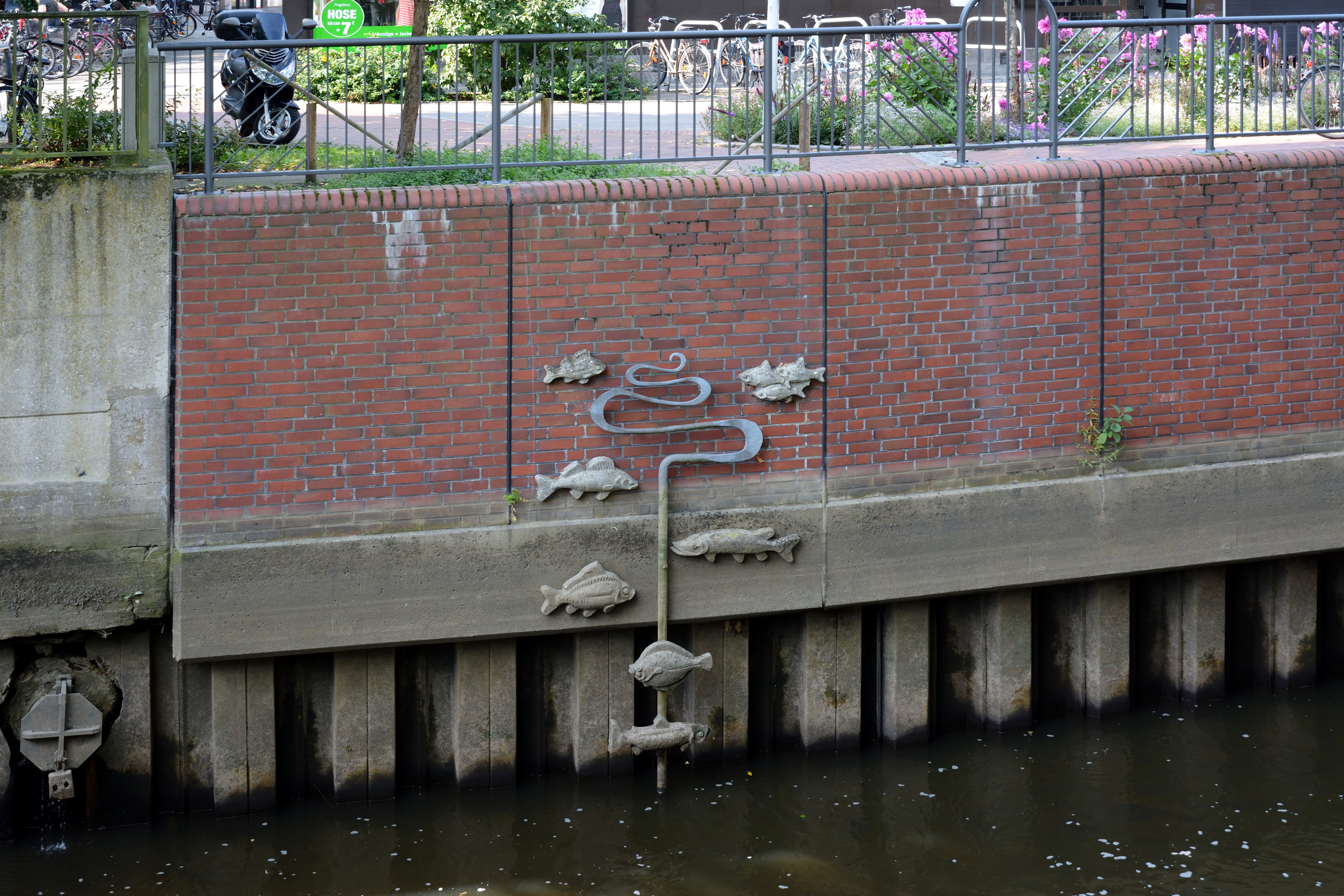
Diese Wasserstandsanzeige zeigt je nach Tide sieben heimische Fisch-Skulpturen.
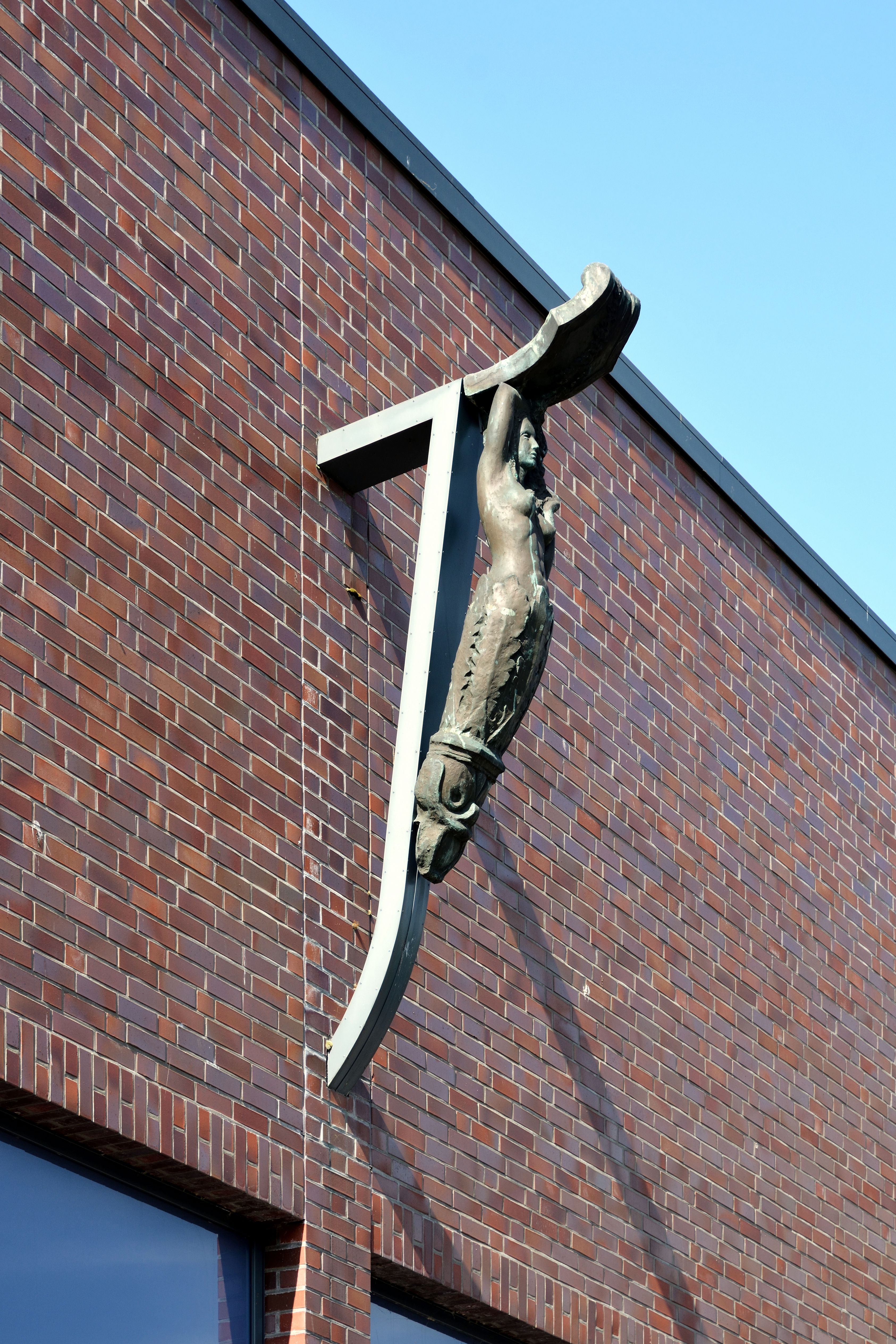
„Flora“ an der Volksbank